# Engel des Universums
Engel des Universums (Originaltitel: Englar alheimsins) ist ein isländisches Filmdrama aus dem Jahr 2000 von Regisseur Friðrik Þór Friðriksson mit Ingvar Eggert Sigurðsson in der Hauptrolle.

## Handlung
Paul lebt bei seinen Eltern in der isländischen Hauptstadt Reykjavík. Er malt Ölgemälde, spielt Schlagzeug und erzählt phantasievolle Geschichten. Er ist glücklich mit seiner neuen Liebe Dagny, die aus besseren Verhältnissen kommt. Als die snobistische Mutter seiner Freundin herausfindet, dass Pauls Vater nur ein einfacher Taxifahrer ist, drängt sie ihre Tochter dazu, die Beziehung zu beenden. Nachdem Dagny schlussgemacht hat, fällt Paul in ein tiefes Loch, malt nicht mehr und hat ständig Kopfschmerzen. Als er zu einem Arzt geht, kann der keine körperlichen Ursachen finden und vermutet, dass sein Herz, also sein Liebeskummer, die Ursache ist. Nachdem sein Zustand sich verschlechtert und er sich immer seltsamer verhält, wird er in die psychiatrische Anstalt Kleppur eingeliefert. Dort trifft er auf Viktor, der sich für Hitler hält, sowie auf Peter, der glaubt in China über Schiller promoviert zu haben, und auf Oli, der behauptet, den Beatles alle Titel geschrieben und ihnen per Telepathie zugeschickt zu haben. Sie glauben jedoch, dass man heutzutage auch einen echten Jesus in eine Irrenanstalt stecken würde.
Nach einiger Zeit wird er aus der Anstalt entlassen, muss jedoch Medikamente nehmen. Nach einem Rückfall wird er wieder eingeliefert und dort mit starken Drogen ruhiggestellt. Der Arzt diagnostiziert ihn mit Schizophrenie, erklärt aber gleichzeitig, dass das tief in der Kultur der Isländer verwurzelt wäre, da sie auch an Fabelwesen wie Elfen und Trolle glauben. Paul hält jedoch die NATO für verantwortlich, da Island am Tag seiner Geburt in die NATO eingetreten war.
Peter flüchtet aus der Anstalt und bringt sich um. Um die Beerdigung von Peter zu besuchen, erhalten Paul, Oli und Viktor Ausgang, gehen stattdessen jedoch in ein edles Restaurant und bestellen was sie wollen, ohne später dafür zu bezahlen. Von der Polizei werden sie zurück in die Anstalt gebracht. Inzwischen hat sich Pauls bester Freund Rögnvald umgebracht, der jedoch als gesunder und erfolgreicher Zahnarzt ein scheinbar glückliches Leben führte. Paul wird aus der Anstalt entlassen und bezieht eine Sozialwohnung in einem heruntergekommenen Hochhaus, von wo er eines Tages herunterspringt und sich das Leben nimmt.

## Hintergrund
- Das Drehbuch von Einar Már Guðmundsson basiert auf seinem gleichnamigen Roman,[1] in dem er die Schizophrenie und den Selbstmord seines Bruders verarbeitete.[2][3]
- Laut der Romanvorlage wurde Paul am 30. März 1949 geboren,[4] im Film wird das Datum nicht explizit erwähnt, sondern nur Islands NATO-Beitritt.
- Pauls jüngerer Bruder wird vom Sohn des Regisseurs dargestellt.
- Die isländische Band Sigur Rós hat musikalisch zum Soundtrack beigetragen.
- Kinostart in Deutschland war am 12. April 2001, die Erstausstrahlung im Fernsehen folgte am 18. April 2002 auf Arte.

## Kritiken
„Ungewöhnlich trister Film, der kaum Hoffnung zulässt und dadurch sein Anliegen unterminiert, dem ‚Verrückten‘ neben dem ‚Normalen‘ eine Berechtigung zuzuerkennen.“

„Mit galligem Humor und ohne den Trost einer Erklärung erzählt Regisseur Fridrik Thór Fridriksson vom Irrwitz, bis auch für den Zuschauer Wahn und Wirklichkeit verschwimmen.“

„Der Film spaltet sich auf in zwei Ebenen, in ein stets umschlagendes Vexierbild, in welchem sich das Irreale als Reales bildlich konkretisiert, und das reale Bild stets auch Irrealität umschließt.“

„Draußen glauben die Menschen an das fröhliche Treiben von Elfen und Trollen – jedenfalls 52,3 Prozent der Einwohner Islands – während in Kleppi die Insassen mit ihren ganz persönlichen Glaubensmodellen und Ansichten isoliert sind. Eine haarsträubende Ungerechtigkeit – das weiß auch irgendwie der Direktor der Anstalt.“

„Die heidnische Symbolik hat Fridriksson diesmal in eine christliche Bildsprache überführt. Paul wandelt übers Wasser, des Nachts erscheint ihm der Heiland selbst, in einer Mimesis des Michelangelo-Freskos von der Erschaffung des Menschen. Selig sind, die kranken Herzens sind. […] Über den Zusammenhang von Wahnsinn und Gesellschaft ist sich niemand klarer als die Irren selbst. ‚Engel des Universums‘ ist ein mächtiges Plädoyer für die Anti-Psychiatrie, das in seiner Klage gegen die Isolation auf Island zielt und zugleich darüber hinaus weist.“

## Auszeichnungen
Bei der Verleihung der isländischen Edda Awards 2000 gewann der Film in den Kategorien Bester Film, Beste Regie, Bester Hauptdarsteller (Ingvar Eggert Sigurðsson), Bester Nebendarsteller (Björn Jörundur Friðbjörnsson) und Beste Nebendarstellerin (Margrét Helga Jóhannsdóttir). Baltasar Kormákur war für seine Darstellung des Óli Beatle ebenfalls als Bester Nebendarsteller nominiert. Für den Europäischen Filmpreis war Ingvar Eggert Sigurðsson im selben Jahr als Bester Hauptdarsteller nominiert, musste sich aber Harry meint es gut mit dir geschlagen geben.
Auf dem Film by the Sea International Film Festival 2000 erhielt Friðrik Þór Friðriksson den Film- und Literaturpreis. Auf dem Internationalen Filmfestival Karlovy Vary 2000 wurde er mit dem FIPRESCI-Preis und einer Ehrenwerten Erwähnung ausgezeichnet. Der Film selbst war auch im Wettbewerb um den Kristallglobus vertreten, musste sich aber Ich Du Sie – Darlenes Männer geschlagen geben. Auf dem Festróia – Tróia International Film Festival 2001 in Setúbal nahm der Film im Wettbewerb um den Goldenen Delphin teil. Ingvar Eggert Sigurðsson gewann den Silbernen Delphin als Bester Darsteller, Friðrik Þór Friðriksson den OCIC-Preis. Auf dem Santa Barbara International Film Festival 2001 wurde der Regisseur für Engel des Universums mit dem World Prism Award ausgezeichnet.
Für eine Nominierung in der Kategorie Bester fremdsprachiger Film bei der Oscarverleihung 2001 sandte Island Engel des Universums ein. Der Film wurde jedoch weder nominiert noch ausgezeichnet.